# Shaiza Khan
Shaiza Said Khan (Urdu شائزہ سید خان; * 18. März 1969) ist eine ehemalige pakistanische Cricketspielerin und Mannschaftskapitänin der pakistanischen Nationalmannschaft.

## Kindheit und Ausbildung
Shaiza und ihre Schwester Sharmeen Khan, die ebenfalls internationales Cricket spielte, wuchsen im Vereinigten Königreich auf und besuchten dort die Shrewsbury School und gingen später zur University of Leeds.

## Aufbau des pakistanischen Frauen-Crickets
1988 gingen sie zurück nach Pakistan und versuchten dort Frauen-Cricket zu spielen und eine Nationalmannschaft aufzubauen. Dies wurde von fundamentalen Kräften zunächst abgelehnt, auch wenn nach Zusicherungen nicht gegen Männermannschaften zu spielen teile der Opposition das Frauen-Cricket akzeptierten. Der Pakistan Cricket Board, der als Dachverband die Kontrolle über Cricket in Pakistan hat, weigerte sich ebenfalls Frauen in seine Reihen aufzunehmen und Finanzmittel zur Verfügung zu stellen. Es war ihr Vater, der als Geschäftsmann die finanziellen Mittel aufbrachte um einen eigenen Verband, die Pakistan Women’s Cricket Control Association, zu Gründen. 1996 waren sie soweit, internationales Cricket zu spielen, jedoch erhielt sie Todesdrohungen und wurde mit Gerichtsverfahren konfrontiert. Ihr versuch ein Spiel gegen Indien zu absolvieren wurde von der Regierung unterbunden, jedoch gelang es ihnen eine erste Tour in Australien und Neuseeland zu absolvieren.

## Zeit als Aktive
Shaiza war beim ersten WODI gegen Neuseeland Kapitänin des Teams und konnte bei der hohen Niederlage 13 Runs erzielen. Die drei Spiele, die sie dort mit der Mannschaft absolvierte, reichten aus, um zum Women’s Cricket World Cup 1997 eingeladen zu werden. Sie verloren alle Spiele und ihre beste Leistung waren 35* Runs gegen England.
Ihr erstes Frauen-Test-Match bestritt sie mit Pakistan auf einer Tour in Sri Lanka im April 1998. Im Sommer 2000 reisten sie mit dem Team nach Irland und verlor die ausgetragenen WODIs und den WTest deutlich. Den ersten Sieg mit ihrem Team schaffte sie bei einer 7-Spiele Serie daheim gegen die Niederlande, die sie mit 4–3 gewannen. Ihre beste Leistung erzielte sie im 7. Spiel der Serie, als sie 38 Runs erzielte.
Der PCB kämpfte weiter gegen das pakistanische Frauen Cricket und versuchte beim Weltverband zu erreichen, dass Pakistan nicht an der IWCC Trophy 2003 und damit der Weltmeisterschafts-Qualifikation teilnahm. Der Weltverband gab dem PWCCA jedoch die Oberhand, und so konnte Shaiza dennoch an dem Turnier mit dem Team teilnehmen. Dort gelangen ihr zwei Siege gegen Japan und Schottland, wobei sie gegen erstere mit 30* Runs ihre beste Turnierleistung erzielte.
Bei der Tour gegen die West Indies die in 2004 erfolgte, gelangen ihr in ihrem letzten WTest den sie bestritt 13 Wickets für 226 Runs. Darunter war unter anderem ein Hattrick. Die ODI-Serie der Tour sollte ihr letzter Einsatz in der Nationalmannschaft sein und so konnte sie im dritten ODI der Serie nicht nur 30* Runs erzielen, sondern auch 4 Wickets für 24 Runs bowlen. In der Folge übernahm der PCB die Rolle der Vertretung des Frauen-Crickets in Pakistan von der PWCCA, auch wenn dieser versuchte es juristisch zu verhindern. Als es glückte wurden Shaiza und ihre Schwester aus dem pakistanischen Cricket gedrängt.